# Gabriel Calderón (dramaturgo)
Gabriel Calderón (Montevideo, 6 de noviembre de 1982) es un autor y dramaturgo uruguayo.

## Carrera
Dramaturgo, director de teatro y actor. Ha escrito más de 20 obras de teatro y ha sido reconocido con diferentes premios, entre los que destaca el Premio Nacional de Literatura en dos ocasiones: en 2011 por Mi pequeño mundo porno y en 2016 porEx: Tal vez la vida sea ridícula.
En 2004 fue becado por la Fundación Carolina para realizar en España el «Curso de profesionales en dramaturgia y dirección de teatro» y en 2009 tomó parte en la International Summer Residency for Emerging Playwrights del Royal Court Theatre de Londres. Fue miembro del Lincoln Center Theater Directors Lab y artista residente del Théâtre des Quartiers d’Ivry en París, Francia.
Sus obras se han representado en Argentina, Brasil, España, Francia, Estados Unidos, México, Panamá, Costa Rica, Ecuador, Bolivia y Perú. Sus textos han sido traducidos al francés, alemán, inglés, griego y portugués. Con sus espectáculos ha participado en reiteradas oportunidades en festivales internacionales de teatro de América y Europa. Ha dado conferencias, clases y seminarios en Argentina (Seminario Iberoamericano de dramaturgia creativa coordinado por Mauricio Kartun/ELTI- Encuentro Latinoamericano de Teatro/Biblioteca Velez Arfield), Brasil (Sao Paulo-Nucleo de Dramaturgia do British Council SP/Universidad de Santa Catalina), Chile (Universidad de Chile/Universidad Finis Terrae/Universidad Católica), Cuba (Casa de las Américas/Festival Mayo Teatral), México (Guadalajara Festival de Lecturas/DF Transdrama), Francia (Nouvelle Sorbonne Paris 3/Casa de Amerique Latine/Theatre Quartier d’Ivry/Université Paul Valery), Israel- Palestina (Jerusalem-Teatro Nacional Palestino) o Suiza (Lausanne-HETSR La Manufacture/Haute Ecole de Théâtre de Suisse Romande).
En España ha participado en reiteradas ocasiones del Obrador d´estiu de la Sala Becket. En 2018 estrenó en el Teatro Nacional de Catalunya "Que rebentin les actors" bajo su dirección. Ha participado varias veces de los Festivales Temporada Alta, FIT de Cádiz y en D´Feria del País Vasco. 
Entre 2006 y 2010 fue director general de proyectos culturales de la Dirección Nacional de Cultura del Ministerio de Educación y Cultura de Uruguay.
Trabajó activamente en el Teatro Nacional de Modena junto a la Fondazione Teatro de Emilia Romagna y la Escuela Yolanda Gazzerro de Módena.
Del 2022 al 2025 fue director general y Artístico de la Comedia Nacional.
En el año 2026 tiene previstos estrenos en el Piccolo Teatro de Milan, el Teatro Vidy de Lausanne y el Teatre Lliure de Barcelona.

## Obras
- Más vale solo (2001)
- Mi muñequita (la farsa) (2004)
- UZ- el pueblo (2005)
- Obscena (2008)
- Mi pequeño mundo porno (2010)
- Or- Tal vez la vida sea ridícula (2009)
- Algo de Ricardo o Historia de un jabalí (2012)
- Ex- que revienten los actores (2013)
- If- festejan la mentira (2018)
- Ana contra la muerte (2020)
- Constante (2022)[2]
- Tocar un monstruo (2022)

## Premios
- Premio Florencio (2005)
- Premio Morosoli (2005)
- Concurso Literario Intendencia Municipal de Montevideo (2006). Mención honorífica. Género Dramaturgia
- Premio Nacional de Literatura (2011)
- Premio Nacional de Literatura (2016)